# Azursultanshuhn
Das Azursultanshuhn (Porphyrio flavirostris; Syn.: Fulica flavirostris) ist eine Vogelart aus der Familie der Rallen (Rallidae), die in Kolumbien, Venezuela, Guyana, Suriname, Französisch-Guayana, Ecuador, Peru, Bolivien, Brasilien, Paraguay und Argentinien vorkommt. Die Art gilt als monotypisch. Der Bestand wird von der IUCN als nicht gefährdet (Least Concern) eingeschätzt.

## Merkmale
Das Azursultanshuhn erreicht ein Körpergewicht von 92 bis 107 g bei einer Körperlänge von etwa 23 bis 26 cm. Es ist die kleinste Art unter den Purpurhühnern, zart proportioniert und im Aussehen deutlich anders als Artverwandten. Das Gefieder wirkt auswaschen. Der Oberkopf und der Nacken bis zum Rücken sind blass bräunlich olivfarben mit undeutlichen dunklen Streifen, der Hinterrücken bis zum Schwanz braun. Die Oberflügeldecken sind azurblau bzw. grünlich blau, die Schwungfedern graublau, die Seiten des Kopfs, der Hals und die Brust blaugrau. Die Kehle und die Unterseite sind reinweiß. Der Schnabel und das Stirnschild sind blass grünlich-gelb, die Beine und Füße matt bis leuchtend gelb und die Iris rötlich braun. Jungvögel wirken auf der Oberseite bräunlicher, mit kontrastierendem dunklen Bürzel und Schwanz im Flug. Sie haben gelbbraune Kopfseiten, Hals und Brust. Der Schnabel ähnelt dem der Erwachsenen, aber das Stirnschild und der Schnabelfirst sind grün, die Beine und die Füße gelblich orange und die Iris bernsteingelb.

## Lautäußerungen
Das Azursultanshuhn gilt normalerweise als eher leise. Manchmal gibt es einen kurzen Triller von sich.

## Fortpflanzung
Das Azursultanshuhn brütet in Surinam von Mai bis August, im östlichen Amazonasgebiet Brasiliens vermutlich von Mai bis Juni. Im Juni wurde in Ecuador ein Ei im Eileiter eines Tieres gefunden. Die Brutsaison könnte sich aber von März bis August erstrecken und die brutlose Zeit von September bis Dezember. Es gilt als monogam. Sehr wahrscheinlich agiert es in der Brutzeit territorial. Das Nest ist ein offener Kelch aus toten Blättern oder Binsen, dass es in der Sumpfvegetation versteckt. Ein Gelege besteht aus vier bis fünf Eiern, die von beiden Geschlechtern bebrütet werden.

## Verhalten und Ernährung
Als Nahrung des Azursultanshuhns wurden Grassamen, Insekten und Spinnen nachgewiesen. Unter den Insekten waren Schnabelkerfen und Käfer. Es sucht seine Nahrung in der Deckung in schwimmender Vegetation. Auch klettert es auf Grashalme, um diese zum Wasser hin zu biegen und deren Samen zu fressen. Man sieht sie eher selten schwimmen.

## Verbreitung und Lebensraum

Verbreitungsgebiet (grün) des Azursultanshuhns

Das Azursultanshuhn bevorzugt Süßwassersümpfe, insbesondere solche mit relativ tiefem Wasser und dichter Bedeckung mit Sumpfgras z. B. mit ein Meter hoher Hirse der Gattung Paspalum oder anderer schwimmender Vegetation. Man kann es aber auch an Reisfeldern, Feuchtsavannen, sumpfige Bach- und Flussufern sowie sumpfigen Seeufer einschließlich Altwasser, Lagunen und permanenten oder saisonalen Teichen antreffen. Es lebt parallel in den Habitaten des Zwergsultanshuhns (Porphyrula martinica), bevorzugt aber kürzere, kleinblättrige Vegetation und meidet Gebiete mit Büschen und Helikonien. Öfters wird es aus 15 bis 30 Zentimeter hohem Gras aufgescheucht. Normalerweise ist es in Höhenlagen vom Tiefland bis 500 Meter unterwegs, vereinzelt in den Ostanden in den Savannen von Bogotá aber auch bis 2600 Meter präsent.

## Migration
Das Azursultanshuhn kommt in einigen Verbreitungsgebieten nur saisonal vor. In weiten Teilen des Amazonasgebiets ist es ganzjährig anwesend, in den Guyanas meist nur von April bis August. Auch im Südwesten Amazoniens und in Paraguay ist es meist nur von Oktober bis Januar präsent. In der Nähe des Äquators sind Wanderbewegungen weniger ausgeprägt. Die meisten Exemplare aus dem östlichen Amazonasgebiet Brasiliens sind von Februar bis August anwesend, während die Exemplare aus dem westlichen Amazonasgebiet im Januar ihren Höhepunkt erreichen und Beobachtungen entlang des oberen Amazonas bei Iquitos und Leticia darauf hinweisen, dass die Vögel nur von Januar bis Juli vorhanden sind. Die Anwesenheit kann zeitlich mit Regen- oder Hochwasserzeiten zusammenfallen. Im Reserva Nacional Tambopata wurde die Ankunft der Art im November vermerkt. Auch in den Llanos von Venezuela scheint sie nur von August bis Dezember nachgewiesen. Offenbar ist es in Ecuador und Südkolumbien heimisch, kommt in Zentralkolumbien westlich den Río Meta jedoch nur von März bis Juli vor. Zugvögel sind von März bis Mai in der Savanne von Bogotá vorhanden. Auch Streunen oder Vorkommen in atypischen Habitaten wurden beobachtet. So wurde sie im Páramo El Escorial in den Anden Mérida im Oktober in 3000 Meter Höhe gesichtet oder zweimal im Dezember in Bogotá in 2600 Meter Höhe. Weitere ungewöhnliche Sichtungen stammen von einem vom Januar an einem Steilhang über einem Wald in Südvenezuela, in Südbrasilien im Februar in Santa Catarina und im November in Rio Grande do Sul. Ebenso gibt es Berichte aus Trinidad, wo die meisten ungewöhnlichen Vorkommen seit 1978 gemeldet wurden. Ein Exemplar aus dem Dezember aus New York könnte ein entflohenes Exemplar sein. Nach der Brutzeit von Mai bis Juli könnte sich der Großteil der Population in Nordsüdamerika etwa 1800 Kilometer weit bis an den südlichen Rand Amazoniens ausbreiten und von Februar bis März in den Norden zurückkehren.

## Etymologie und Forschungsgeschichte

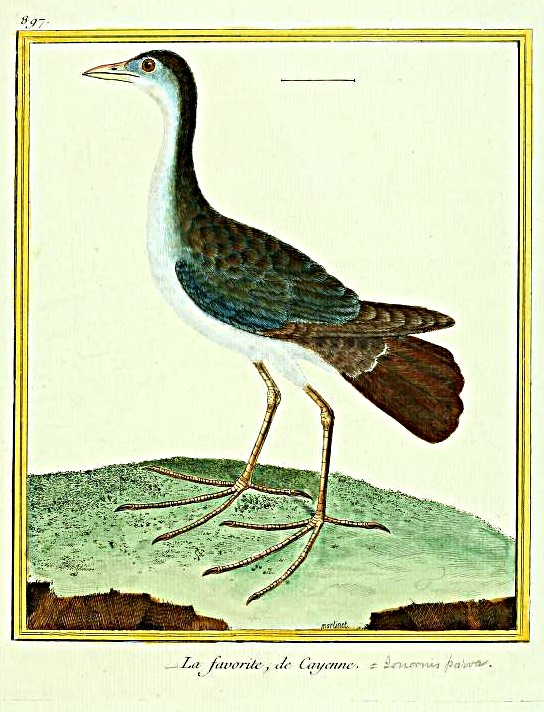
Porphyrio flavirostris illustriert von Edme-Louis Daubenton (1732–1786)

Die Erstbeschreibung des Azursultanshuhns erfolgte 1789 durch Johann Friedrich Gmelin unter dem wissenschaftlichen Namen Fulica flavirostris. Als Verbreitungsgebiet gab er Cayenne an. Gmelin bezog sich dabei auf La Favorite von Georges-Louis Leclerc, Comte de Buffon. 1760 führte Mathurin-Jacques Brisson die neue Gattung Porphyrio ein. Dieser Begriff hat seinen Ursprung in und πορφυριον, πορφυρα porphyrion, porphura, deutsch ‚Moorhenne, purpurn‘ Der Artname flavirostris ist ein Wortgebilde aus lateinisch flavus ‚gelb, goldgelb‘ und lateinisch -rostris, rostrum ‚-schnäblig, Schnabel‘. Alfred Laubmann hatte für sein Werk Die Vögel von Paraguay keinen Balg zur Verfügung. In der Literatur fand er nur einen Nachweise für das Land in Fortin Page am Río Pilcomayo durch John Graham Kerr. Fulica parva Boddaert, 1783 wird heute als Synonyme zu Nominatform betrachtet. Boddaert verwies mit Buffon auf dieselbe Quelle wie Gmelin. Eigentlich hätte Boddaerts Name Priorität nach den Internationalen Regeln für die Zoologische Nomenklatur, doch hatte Thomas Pennant den Namen bereits 1781 verwendet, so dass der Name vorbelegt und somit Gmelins Name der nächste verfügbare Name war.